# Ritratto di gentiluomo con sparviere
Ritratto di gentiluomo con sparviere, è un dipinto del pittore veronese Giovan Francesco Caroto conservato presso il museo di Hampton Court a Londra.